# Osiecko (Pniewo)
Osiecko – osada leśna wsi Pniewo w Polsce, położona w województwie lubuskim, w powiecie międzyrzeckim, w gminie Bledzew.
W latach 1975–1998 osada położona była w województwie gorzowskim.